# Центр по примирению враждующих сторон и контролю за перемещением беженцев
Центр по примирению враждующих сторон и контролю за перемещением беженцев в Сирийской Арабской Республике (до декабря 2018 года — Координационный центр по примирению враждующих сторон) – создан на территории Сирии 23 февраля 2016 года. Дислоцируется на авиабазе Хмеймим, где размещена российская авиагруппа, принимающая активное участие в военной операции ВКС РФ в Сирии на стороне Башара Асада. О создании центра сообщил официальный представитель Минобороны России генерал-майор Игорь Конашенков.

## Деятельность
Начало работы и задачи
Координационный центр по примирению враждующих сторон приступил к работе с 22 февраля в соответствии с российско-американскими договорённостями по поводу установления режима прекращения огня в сирийском конфликте. Госдепартамент США по итогам переговоров распространил заявление, в котором указал, что «США и Россия ... предлагают прекратить военные действия с 00:00 часов по дамаскскому времени 27 февраля 2016 года. Прекращение боевых действий должно коснуться тех сторон сирийского конфликта, которые указали на свою приверженность договору и приняли его условия». По итогам переговоров Владимир Путин отметил, что американские и российские военные совместно определят территории на картах, где огонь вестись не будет, но особо было подчёркнуто, что удары по террористическим организациям (ИГИЛ и «Джебхат ан-Нусра») в Сирии будут продолжены. Было объявлено, что главная цель Центра – реализация механизма контроля за соблюдением режима прекращения огня. По словам Конашенкова, основными задачами центра является активное содействие переговорному процессу о примирении между представителями легитимных сирийских властей и мятежной оппозиции. Также, одной из ключевых задач Центра является организация доставки гуманитарной помощи мирному населению.
В Минобороны Российской Федерации указали, что представители противоборствующих сторон, которые решат прекратить боевые действия и начать мирные переговоры, смогут обращаться в Центр по единому координационному телефону, который действует круглосуточно. Было обещано, что обратившимся оппозиционным организациям будет оказываться максимальная помощь в налаживании контактов с руководством САР. Американской стороне также были переданы российские контактные данные, в том числе данные горячей линии связи.
Одна из основных задач — заключение Соглашений о присоединении незаконных вооруженных формирований и отдельных населенных пунктов к режиму прекращения боевых действий на территории Сирии. На начало 2017 года количество населенных пунктов, присоединившихся к процессу примирения, составило более 1100.
В ноябре 2017 года отделение Центра открыто в освобождённом от террористов Дейр-эз-Зоре. В его задачу входит мониторинг гуманитарной обстановки на левом берегу Евфрата. После освобождения территории Сирии от террористов, Центр содействует возвращению беженцев в свои дома.
В 2018 году сообщается, что Центр по примирению враждующих сторон дислоцируется в Дамаске. В феврале и марте был подвергнут обстрелу террористов.
Публикация информационных бюллетеней

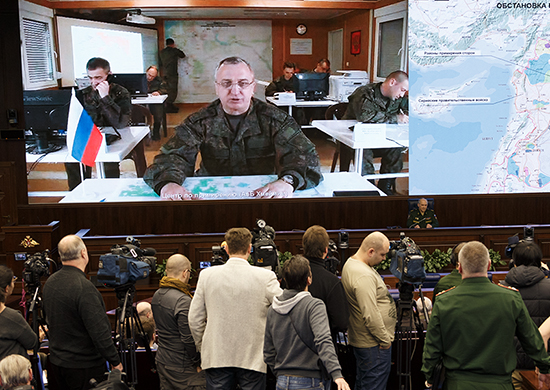
НЦУО РФ. Начальник Центра генерал-лейтенант С.В. Кураленко докладывает о выполнении перемирия в Сирии.
27 февраля 2016 года

С 28 февраля на сайте Министерства обороны Российской Федерации ежедневно публикуются Информационные бюллетени, в которых оперативно отражаются общие данные о ходе выполнения мероприятий примирения конфликтующих сторон, в которых особое внимание уделяется фактам нарушения режима прекращения боевых действий. Также в бюллетенях регулярно освещается ход оказания гуманитарной помощи населению Сирии. Бюллетени доступны на пяти языках.
Организация доставки гуманитарной помощи
Центр оказывает координацию доставки гуманитарной помощи жителям Сирии, где регулярно проходят боевые действия, в частности, 2 августа Центр направил в Алеппо более 18 000 тонн гуманитарной помощи. Колонна, выехавшая с авиабазы Хмеймим, преодолела более 500 километров до места назначения. Группа оказания гуманитарной помощи населению Сирии, действующая в составе Центра, координирует доставку гуманитарной помощи, в которую входят индивидуальные рационы питания, мука, сахар, крупы, рыбные и мясные консервы, детские товары и продукты, а также медикаменты.
23 августа 2016 года заместитель Министра обороны РФ Анатолий Антонов на брифинге сообщил, что представители российского Центра по примирению враждующих сторон в Сирии и глава офиса ООН в Дамаске Стефани Кури проведут встречу 24 августа, на которой обсудят доставку гуманитарной помощи жителям осаждённого Алеппо. Сообщается, что первый «гуманитарный перерыв» боевых действий в этом городе будет объявлен после получения обращения спецпредставителя генсека ООН.
В сентябре 2016 года в городе Алеппо белорусские дипломаты совместно с российским Центром по примирению передали для нужд организаций здравоохранения и образования порядка 23 тонны гуманитарных грузов (продовольствие — 12,5 тонны, вещевое имущество — 4,3 тонны, медицинское имущество и медикаменты — 6,2 тонны).
Структура
Центр состоит из 5 подразделений, в которых проходят службу более 50 офицеров:
- группа анализа и планирования,
- группа ведения переговоров,
- группа заключения соглашений и взаимодействия с зарубежными организациями,
- группа информационной поддержки,
- группа оказания гуманитарной помощи населению Сирии[4].

В декабре 2018 года Центр получил новое наименование — Центр по примирению враждующих сторон и контролю за перемещением беженцев в Сирийской Арабской Республике.

## Начальники
(февраль — декабрь 2017)
- генерал-лейтенант Сергей Васильевич Кураленко (23 февраля — май 2016),
- генерал-лейтенант Сергей Васильевич Чварков (май — сентябрь 2016),
- генерал-лейтенант  Владимир Фёдорович Савченко (сентябрь 2016 — ?).
- генерал-лейтенант Алексей Ростиславович Ким (февраль — декабрь 2017),
- генерал-майор Сергей Иванович Пасичник (декабря 2017 — январь 2018),
- генерал-майор Юрий Григорьевич Евтушенко (январь — июль 2018),
- полковник Алексей Сергеевич Чагрин (2018),
- генерал-лейтенант Сергей Витальевич Соломатин (2018—2019),
- генерал-майор Равиль Камилович Мугинов (июль — октябрь 2019),
- генерал-майор Сергей Алексеевич Романенко (октябрь — ноябрь 2019),
- генерал-майор Сергей Александрович Жмурин (ноябрь 2019 — февраль 2020),
- контр-адмирал Олег Владимирович Журавлёв (с февраля 2020).